# La Caramuca
La Caramuca – miasto w Wenezueli, w stanie Barinas.